# مارك ستيوارت (لاعب كرة قدم)
مارك ستيوارت (بالإنجليزية: Mark Stewart)‏ (22 يونيو 1988 بغلاسكو في المملكة المتحدة - ) هو لاعب كرة قدم اسكتلندي في مركز الهجوم. لعب مع برادفورد سيتي وديري سيتي وريث روفرز ونادي بارتيك ثيسل ونادي دندي ونادي سلتيك ونادي فالكيرك ونادي كيلمارنوك وهاميلتون أكاديميكال ونادي سترنرير ‏.

## وصلات خارجية
- مارك ستيوارت على موقع قاعدة بيانات كرة القدم.إي يو (الإنجليزية)
- مارك ستيوارت على موقع Soccerway.com (الإنجليزية)